# Odlotowe małe agentki
Odlotowe małe agentki (ang. Groove Squad) – amerykański film animowany wyprodukowany w 2002 roku. Film jest emitowany w KidsCo w Kinie KidsCo.

## Fabuła
Kiedy trzy młode cheerleaderki zostają porażone prądem u fryzjera, zmianom ulega o wiele więcej niż ich fryzury. Obdarzone wyjątkowymi mocami, takimi jak przenikający wzrok, super siła, czy możliwość latania, Christy, Ping i McKenzie odkrywają, że są sprawy ważniejsze niż wygranie mistrzostw cheerleaderek, jak na przykład powstrzymanie maniakalnego Dr. Nightingalea przed opanowaniem świata. Kiedy dziewczyny powoli poznają swoje nadludzkie moce, odkrywają również jak ważna jest praca zespołowa i czym tak naprawdę jest przyjaźń.

## Obsada
- Jennifer Love Hewitt – Christy
- Valerie Sing Turner – Ping
- Tina Bush – McKenzie "Mac"
- Vanessa Morley – Stacy
- Meghan Black – Star
- Kathleen Barr – Roxanne
- Cat Sides – Cheerleaderka Heifer

## Wersja polska
Udźwiękowienie: KARTUNZ
Wersja polska na podstawie tłumaczenia: Magdaleny Marcińskiej-Szczepaniak – Grzegorz Pawlak
Udział wzięli:
- Magdalena Zając
- Masza Bauman
- Magdalena Dratkiewicz
- Janusz German
- Grzegorz Pawlak
- Tomasz Piątkowski

i inni
Reżyseria: Grzegorz Pawlak Lektor: Grzegorz Pawlak

## Bohaterowie
- Christy – to miła, acz egoistyczna cheerleaderka, która marzy o sławie. Podoba jej się pewien Hiszpan Fernando. Jej moc to Super Siła.

- McKenzie lub "Mac" – jest najmądrzejsza ze wszystkich dziewczyn. Zależy jej na ratowaniu świata. Jej mocą jest Wzrok Rentgenowski.

- Ping – jest trochę tchórzliwa. Zakochana z wzajemnością w Zake'u. Jej moc to umiejętność latania.

- Star – jest snobką. Zazdrości Christy, że jest kapitanem drużyny. Ma niedobrego ojca.

- Zake – jest maskotką drużyny Bay City High. Z wzajemnością zakochał się w Pink.